# Franco De Pedrina
Franco De Pedrina   (Cino, 27 de gener de 1941) és un remer italià, ja retirat, que va competir durant la dècada de 1960.
El 1964 va prendre part en els Jocs Olímpics d'Estiu als Jocs de Tòquio, on guanyà la medalla de plata en la prova del quatre amb timoner del programa de rem. Formà equip amb Renato Bosatta, Giuseppe Galante, Emilio Trivini i Giovanni Spinola. En el seu palmarès també destaca una medalla de bronze al Campionat d'Europa de rem de 1964.